# Wen Tingyun
Wen Tingyun (chinois traditionnel 溫庭筠, chinois simplifié 温庭筠, EFEO Wen T'ing-yun), né vers 812, mort en 870, est un poète chinois de la fin de la dynastie des Tang.

## Biographie
Issu d'un milieu aristocratique, Wen Tingyun mène une vie de débauche à Chang'an, la capitale des Tang. Ses fréquentations dissolues lui permettent d'acquérir les connaissances musicales qui feront de lui le premier maître du genre ci, avant que celui-ci ne devienne le grand genre poétique de la dynastie Song. Sa carrière de fonctionnaire reste médiocre, et Wen finit sa vie dans la misère. Ilappartient à l’école poétique Parmi les fleurs (Huajian) et, par le fait même, fait partie du groupe des poètes floraux.
Wen Tingyun a été pendant un temps le compagnon de la poétesse Yu Xuanji.

## Œuvre
La poésie recherchée de Wen Tingyun l'a fait comparer à son contemporain Li Shangyin. Wen est principalement connu pour être le premier à avoir développé le genre du poème chanté ci, mais il a aussi écrit des ballades en vers de sept syllabes. De son œuvre en prose, abondante (un traité sur le thé, une encyclopédie...), la plus grande partie est perdue.

## Traduction
- Paul Demiéville (dir.), Anthologie de la poésie chinoise classique, Paris, Gallimard, « Poésie », 1962. « Wen T'ing-yun », p. 340-341, 349